# Tropodiaptomus kilimensis
Tropodiaptomus kilimensis là một loài giáp xác trong họ Diaptomidae.